# José del Rey
José del Rey, nacido en Jaca, fue un maestro de gramática, humanista y cura en la Catedral del Salvador de Zaragoza en el siglo XVIII.

## Obras
- 1734: José del Rey, Tyrocinio latino, con que fácil, y compendiosamente se instruye a los Novicios de la Latinidad en todo género de oraciones, partículas, numerales, calendas, nonas, y idus: en los Cómputos Eclesiásticos, y últimamente en la Orthografía Latina, y Castellana.  Zaragoza, Imprenta Real.  Las páginas 107 y siguientes: 'Tratado sexto: De la Orthographía, Latina, y Castellana' , parecen ser el origen de su siguiente libro.
- 1738: Ortografía Castellana, y Aragonesa. Sacada del Tyrocinio Latino. Dedicada a los "Oficiales de la Dirección General de Víveres del Exército de Aragón". Zaragoza. (Se cita por otros autores posteriores,[2] pero solamente Latassa, en 1800, parece haberlo consultado)
- 1744: Repetición, y Explicación de los Géneros, y Pretéritos de Antonio de Nebrija. Zaragoza, Herederos de Juan Malo.